# Aeroportul Municipal Eveleth-Virginia
Aeroportul Municipal Eveleth-Virginia (IATA: EVM, ICAO: KEVM, FAA LID: EVM) este un aeroport din Comitatul St. Louis, Minnesota, Statele Unite ale Americii. Aeroportul a fost tranzitat în 2019 de 6 pasageri.
Situat la o altitudine de 419,4048 m, aeroportul dispune de 1 pistă.

## Infrastructură

### Piste
Aeroportul dispune de o singură pistă. Pista 09/27 are suprafața de asfalt și dimensiunile 4.000 picioare × 75 picioare. 